# 少女前线2：追放
《少女前线2：追放》是散爆网络开发的回合制戰略遊戲，于2023年12月21日在中國大陸公測。本作为《少女前线》的續作，以从19世纪末至現代的槍械之萌擬人化為主題。

## 玩法
本作以類X-COM的回合制戰略为核心玩法。游戏共设置了尖兵、支援、防卫和火力四种角色定位，每位角色具备普通攻击、三种主动技能和一项被动技能。玩家可以通过深入了解角色属性并合理搭配相关技能来提升作战胜率。遊戲還推出了“导染”和“稳态”机制。在“导染”机制下，角色拥有冷却时间较短的普通技能和需要消耗“导染”值的强力技能，不同角色有不同的“导染”恢复规则，这要求玩家根据战场环境合理安排角色行动，以最大化发挥角色战斗力。“稳态”规则与掩体系统密切相关，影响着战斗中的攻防策略。玩家需要利用掩体保护己方单位，同时设法消除敌方掩体优势。游戏中提供了多种削弱掩体效果的方法，包括降低敌方“稳态”值、侧翼攻击、近战伤害以及属性克制等。这些方法要求玩家灵活运用战术，结合“导染”和“稳态”两大机制，实现策略性和养成玩法的有效平衡。游戏中提供了豐富的武器種類，包括手枪、机枪、步枪、冲锋枪及军刀等，每种武器都具有独特的性能和用途。遊戲還推出了武器自定義組裝玩法，玩家可以根据喜好和战斗需求用各種武器配件组装武器、更换武器外觀等。

## 劇情
《少女前線2：追放》延續了初代《少女前線》的故事線，描繪了指揮官與格里芬之間無法調和的理念衝突。為了不再受制于格里芬，指揮官決定放下過去，選擇自我流放，進入污染區，開啟了為期十年的賞金獵人生涯。在這段流浪的歲月中，越來越多的人和戰術人形加入隊伍，帶來了各種各樣的故事，成為小隊中不可或缺的一部分。指揮官原本只希望通過完成賞金任務來獲取穩定的報酬，但在一次看似普通的運輸任務中，意外遭遇襲擊，發現自己被捲入了更大的陰謀。隨著遊戲的深入，眾多勢力紛紛登場，新秩序下隱藏的陰謀逐漸顯露出來。

## 開發
2020年5月，散爆網路舉辦《少女前線》發行四週年紀念直播上，製作人黃翀公佈了四款基於《少女前線》世界觀的遊戲製作計劃，其中就包括《少女前線》的續作《少女前線2：追放》，官方亦披露這將會是一款有角色成長及探索要素的戰棋類遊戲。
作為《少女前線》的續作，《少女前線2：追放》核心玩法以戰棋为主，突出玩法本身的策略性。本作增加了傳統射擊元素，要求玩家通過戰場中的掩體、制高點等不同地形、不同材質來降低受到的傷害、增加閃避率和命中率，提高勝率；部分關卡還可以佔領破壞敵方出生點，抑制敵方增援。為了配合掩體地形，本作不再使用前作的橫版固定視角，而是採用了更為自由的第三人稱俯視視角、第一人稱越肩視角，方便玩家觀察地形和敵人方位，提升策略性。為了降低遊戲內容消耗的速率，製作組還提供了隨機性和輕策略性的養成玩法。在遊戲公測版本新增的「重啟整備站」功能可以讓玩家在完成任務過程中復活陣亡的人形，增加體驗的連續性。
在遊戲場景設計方面，製作組首次采用基于物理的繪製（PBR）结合非真實感繪製（NPR）特性的美术渲染手法，使得游戏画面在保留二次元特点的同时，融入了细腻写实的物理效果和光影变化，增强了沉浸感。製作組還對作戰地圖進行了差異化處理，包括室内外战斗场景，以及四时昼夜的变化等，这些元素共同构建出兼具真实感和末世廢土风的战场氛围。
在美術設計方面，製作組設計了“整备室”和“休息室”两个功能以充分展示角色的性格特徵，通過人形與玩家之間的親暱互動引發玩家的情緒共鳴。例如人形“夏克里”，在角色選取介面展現出富有少女感的調皮姿態，而在角色互動時則自信大膽地侧腰甩裙，製作組藉助這些動作設計來展現角色的魅力。製作組在採訪中表示“我们希望玩家感受到的不仅仅是一个冷冰冰的3D模型，而是在将来某一天你要告别过去时，能够对她说一声‘感谢陪伴’的真实老婆。”
遊戲的劇本方面，為了讓玩家便於回顧劇情，製作組設計了“行迹回溯系统”和“人形日志功能”。前者為補充世界觀和設定的收集要素，而後者則為提升好感度之後解鎖的角色語音。

## 發行
自2020年5月公佈《少女前線2：追放》的開發計劃後，遊戲在TapTap上架並展開預約。2023年3月，《少女前线2：追放》获得中国国家新闻出版署的版号批准。《少女前线2：追放》於2021年6月29日進行了「首航測試」，10月18日進行了「重歸測試」，2023年7月20日進行了「火種測試」，9月28日進行了「引力测试」。《少女前线2：追放》於2023年12月21日公測。國際服由暗冬網絡發行，於2024年12月3日上線；臺服、日服由HaoPlay發行，於2024年12月5日上線。
散爆網絡還準備了遊戲外聯動和二次創作活動。《少女前線2：追放》與bilibili、微博、抖音合作推出了二次創作繪畫、同人小說、表情包等創作活動。《少女前線2：追放》與騰訊QQ合作上架了QQ頻道、超Q秀裝扮及表情、聊天氣泡、個人名片等活動；上線當天就有超過100名遊戲實況主參與二次創作、攻略徵集、抽卡分享等。

## 反響與評價
《少女前线2：追放》於2023年12月21日在中國大陸上线。上線後迅速攀升至iOS游戏免費榜第二，策略遊戲賽道第一，畅销榜前十。但隨後游戏流水急速下滑，直到2024年1月11日彻底跌出畅销榜。據触乐報道，《少女前線2：追放》前30天的流水预估不超过1亿元人民幣，远低于其开发成本。遊戲大觀援引七麥數據統計，截至2024年7月，中國服上線以來移動端累计流水收入破亿，但最近30天iOS流水收入在200萬元左右，游戏大版本更新也无法进入畅销榜前百。
《少女前線2：追放》獲得了遊戲媒體的正面評價。機核、遊戲葡萄都稱讚遊戲獨樹一幟的美術設計和動畫演出，以及具有策略性的關卡設計。遊戲大觀、遊戲日報則提出獨特的玩法設計和角色陪伴系統讓遊戲充滿沉浸感，遊戲日報還稱讚遊戲內出色的世界觀。
自《少女前線2：追放》四測「引力測試」上線以來，遊戲劇情文案發生多次爭議。據触乐報道，三測「引力測試」中，遊戲內角色黛烟與名為雷蒙的男性反派非玩家角色的未實裝對話被曝光，部分玩家認為語氣曖昧，感到被冒犯；遊戲內角色琼玖的部分引用了《毛主席語錄》原文的臺詞也引發爭議。製作組前後接連發出公告，表示将对游戏內剧情文案进行全面審查修改並致歉。為了平息輿論，11月13日，遊戲製作人黃翀在bilibili釋出正式道歉影片，表示「深刻認識到錯誤」並感謝玩家在測試中的反饋；之後，黃翀還出鏡遊戲媒體「STN工作室」的採訪影片，對劇情的修改方向進行介紹。遊戲公測後，《少女前線2：追放》休息室中角色阅读的书籍页面被發現与《希伯來聖經》中的《以斯帖记》相同，部分反以玩家認為遊戲專案組支持以色列，輿論進一步發酵。2024年1月29日，《少女前線2：追放》製作組發佈「製作組致信」回應爭議，表示將修改爭議內容。